# Verein für Bewegungsspiele Oldenburg 1999-2000
Questa voce raccoglie le informazioni riguardanti il Verein für Bewegungsspiele Oldenburg nelle competizioni ufficiali della stagione 1999-2000.

## Stagione
Nella stagione 1999-2000 l'Oldenburg, allenato da Wolfgang Steinbach, concluse il campionato di Regionalliga nord al 18º posto e fu retrocesso in Oberliga.

## Rosa
| N. |                      | Ruolo | Calciatore     |
| -- | -------------------- | ----- | -------------- |
|    | Polonia (bandiera)   | D     | Wiesław Cisek  |
|    | Germania (bandiera)  | D     | Bernd Heemsoth |
|    | Germania (bandiera)  | D     | Gerald Klews   |
|    | Germania (bandiera)  | D     | Oktay Yildirim |
|    | Germania (bandiera)  | C     | Rouven Brandt  |
|    | Rep. Ceca (bandiera) | C     | Ivo Müller     |
|    | Germania (bandiera)  | C     | Markus Stern   |

| N. |                     | Ruolo | Calciatore      |
| -- | ------------------- | ----- | --------------- |
|    | Germania (bandiera) | C     | Roland Twyrdy   |
|    | Germania (bandiera) | C     | Patrick Zierott |
|    | Germania (bandiera) | A     | Kai Dittmer     |
|    | Turchia (bandiera)  | A     | Haci Karaca     |
|    | Germania (bandiera) | A     | Kai Pankow      |
|    | Germania (bandiera) | A     | Sven Simonsen   |

## Organigramma societario
Area tecnica
- Allenatore: Wolfgang Steinbach
- Allenatore in seconda: Krzysztof Zając
- Preparatore dei portieri:
- Preparatori atletici:
- Analisi video:

## Calciomercato

### Sessione estiva
| Acquisti | Acquisti        | Acquisti               | Acquisti |
| R.       | Nome            | da                     | Modalità |
| -------- | --------------- | ---------------------- | -------- |
| C        | Thorsten Flick  | Saarbrücken            |          |
| A        | Sven Simonsen   | Eintracht Braunschweig |          |
| C        | Rouven Brandt   | Siegen                 |          |
| D        | Bernd Heemsoth  | Lubecca                |          |
| A        | Haci Karaca     | Bremerhaven            |          |
| D        | Gerald Klews    | Babelsberg             |          |
| A        | Kai Pankow      | Kickers Emden          |          |
| P        | Pavel Steiner   | Vítkovice              |          |
| C        | Roland Twyrdy   | Cloppenburg            |          |
| C        | Patrick Zierott | Kickers Emden          |          |

| Cessioni | Cessioni            | Cessioni               | Cessioni |
| R.       | Nome                | a                      | Modalità |
| -------- | ------------------- | ---------------------- | -------- |
| C        | Andreas Boll        | Reinickendorfer Füchse |          |
| C        | Florian Bruns       | Friburgo               |          |
| C        | Michael Hennig      | Cloppenburg            |          |
| D        | Jörg-Uwe Klütz      | Cloppenburg            |          |
| A        | Frank Ordenewitz    | TSV Ottersberg         |          |
| C        | Rudolf Rancz        | Augusta                |          |
| C        | Alexander Woloschin | Kickers Emden          |          |

### Sessione invernale
| Acquisti | Acquisti     | Acquisti      | Acquisti |
| R.       | Nome         | da            | Modalità |
| -------- | ------------ | ------------- | -------- |
| C        | Ivo Müller   | Baník Ostrava |          |
| C        | Markus Stern | Cloppenburg   |          |

| Cessioni | Cessioni         | Cessioni              | Cessioni |
| R.       | Nome             | a                     | Modalità |
| -------- | ---------------- | --------------------- | -------- |
| A        | Ersan Dogu       | Oberneuland           |          |
| P        | Ralf Eilenberger | Sachsen Lipsia        |          |
| A        | Collins Etebu    | Eintracht Norderstedt |          |
| C        | Thorsten Flick   | Vikt. Aschaffenburg   |          |
| D        | Marco Grote      | Amburgo II            |          |

## Risultati

### Regionalliga nord

#### Girone di andata
| 1º agosto 1999, ore 15:00 CEST 1ª giornata | Bremerhaven FC | 2 – 5 | Oldenburg |  |

| 11 agosto 1999, ore 19:00 CEST 2ª giornata | Oldenburg | 0 – 0 | Norderstedt |  |

| 15 agosto 1999, ore 15:00 CEST 3ª giornata | Amburgo II | 1 – 2 | Oldenburg |  |

| 22 agosto 1999, ore 15:00 CEST 4ª giornata | Oldenburg | 1 – 1 | Holstein Kiel |  |

| 27 agosto 1999, ore 18:30 CEST 5ª giornata | Werder Brema II | 1 – 0 | Oldenburg |  |

| 5 settembre 1999, ore 15:00 CEST 6ª giornata | Oldenburg | 1 – 3 | Cloppenburg |  |

| 12 settembre 1999, ore 15:00 CEST 7ª giornata | Lubecca | 2 – 0 | Oldenburg |  |

| 19 settembre 1999, ore 15:00 CEST 8ª giornata | Oldenburg | 0 – 2 | Lüneburger |  |

| 26 settembre 1999, ore 15:00 CEST 9ª giornata | Oldenburg | 0 – 2 | Wilhelmshaven |  |

| 3 ottobre 1999, ore 15:00 CEST 10ª giornata | Eintracht Nordhorn | 1 – 0 | Oldenburg |  |

| 10 ottobre 1999, ore 15:00 CEST 11ª giornata | Oldenburg | 1 – 2 | St. Pauli II |  |

| 17 ottobre 1999, ore 18:00 CEST 12ª giornata | TuS Celle | 1 – 3 | Oldenburg |  |

| 23 ottobre 1999, ore 14:30 CEST 13ª giornata | Oldenburg | 1 – 3 | Eintracht Braunschweig |  |

| 30 ottobre 1999, ore 14:30 CEST 14ª giornata | Arminia Hannover | 5 – 2 | Oldenburg |  |

| 6 novembre 1999, ore 14:00 CET 15ª giornata | Oldenburg | 0 – 3 | Göttingen |  |

| 12 novembre 1999, ore 20:00 CET 16ª giornata | Osnabrück | 3 – 0 | Oldenburg |  |

| 21 novembre 1999, ore 14:00 CET 17ª giornata | Oldenburg | 1 – 3 | Meppen |  |

#### Girone di ritorno
| 28 novembre 1999, ore 14:00 CET 18ª giornata | Oldenburg | 1 – 3 | Bremerhaven FC |  |

| 20 aprile 2000, ore 19:00 CEST 19ª giornata | Norderstedt | 4 – 0 | Oldenburg |  |

| 12 dicembre 1999, ore 14:00 CET 20ª giornata | Oldenburg | 3 – 0 | Amburgo II |  |

| 6 febbraio 2000, ore 15:00 CET 21ª giornata | Holstein Kiel | 3 – 1 | Oldenburg |  |

| 12 febbraio 2000, ore 14:00 CET 22ª giornata | Oldenburg | 0 – 5 | Werder Brema II |  |

| 20 febbraio 2000, ore 15:00 CET 23ª giornata | Cloppenburg | 5 – 0 | Oldenburg |  |

| 27 febbraio 2000, ore 14:00 CET 24ª giornata | Oldenburg | 2 – 5 | Lubecca |  |

| 7 maggio 2000, ore 03:00 CEST 25ª giornata | Lüneburger | 2 – 0 | Oldenburg |  |

| 12 marzo 2000, ore 18:00 CET 26ª giornata | Wilhelmshaven | 3 – 0 | Oldenburg |  |

| 24 aprile 2000, ore 14:00 CEST 27ª giornata | Oldenburg | 0 – 1 | Eintracht Nordhorn |  |

| 25 marzo 2000, ore 15:00 CET 28ª giornata | St. Pauli II | 3 – 1 | Oldenburg |  |

| 1º aprile 2000, ore 14:00 CEST 29ª giornata | Oldenburg | 1 – 1 | TuS Celle |  |

| 14 aprile 2000, ore 19:30 CEST 30ª giornata | Eintracht Braunschweig | 3 – 0 | Oldenburg |  |

| 30 aprile 2000, ore 15:00 CEST 31ª giornata | Oldenburg | 0 – 1 | Arminia Hannover |  |

| 7 maggio 2000, ore 15:00 CEST 32ª giornata | Göttingen | 6 – 2 | Oldenburg |  |

| 13 maggio 2000, ore 14:30 CEST 33ª giornata | Oldenburg | 0 – 0 | Osnabrück |  |

| 20 maggio 2000, ore 14:00 CEST 34ª giornata | Meppen | 3 – 0 | Oldenburg |  |

## Statistiche

### Statistiche di squadra
| Competizione      | Punti | In casa | In casa | In casa | In casa | In casa | In casa | In trasferta | In trasferta | In trasferta | In trasferta | In trasferta | In trasferta | Totale | Totale | Totale | Totale | Totale | Totale | DR  |
| Competizione      | Punti | G       | V       | N       | P       | Gf      | Gs      | G            | V            | N            | P            | Gf           | Gs           | G      | V      | N      | P      | Gf     | Gs     | DR  |
| ----------------- | ----- | ------- | ------- | ------- | ------- | ------- | ------- | ------------ | ------------ | ------------ | ------------ | ------------ | ------------ | ------ | ------ | ------ | ------ | ------ | ------ | --- |
| Regionalliga nord | 16    | 17      | 1       | 4       | 12      | 12      | 35      | 17           | 3            | 0            | 14           | 16           | 48           | 34     | 4      | 4      | 26     | 28     | 83     | -55 |
| Totale            | 16    | 17      | 1       | 4       | 12      | 12      | 35      | 17           | 3            | 0            | 14           | 16           | 48           | 34     | 4      | 4      | 26     | 28     | 83     | -55 |

### Andamento in campionato
| Giornata  | 1 | 2 | 3 | 4 | 5 | 6 | 7  | 8  | 9  | 10 | 11 | 12 | 13 | 14 | 15 | 16 | 17 | 18 | 19 | 20 | 21 | 22 | 23 | 24 | 25 | 26 | 27 | 28 | 29 | 30 | 31 | 32 | 33 | 34 |
| --------- | - | - | - | - | - | - | -- | -- | -- | -- | -- | -- | -- | -- | -- | -- | -- | -- | -- | -- | -- | -- | -- | -- | -- | -- | -- | -- | -- | -- | -- | -- | -- | -- |
| Luogo     | T | C | T | C | T | C | T  | C  | C  | T  | C  | T  | C  | T  | C  | T  | C  | C  | T  | C  | T  | C  | T  | C  | T  | T  | C  | T  | C  | T  | C  | T  | C  | T  |
| Risultato | V | N | V | N | P | P | P  | P  | P  | P  | P  | V  | P  | P  | P  | P  | P  | P  | P  | V  | P  | P  | P  | P  | P  | P  | P  | P  | N  | P  | P  | P  | N  | P  |
| Posizione | 1 | 4 | 3 | 5 | 8 | 8 | 10 | 13 | 15 | 17 | 17 | 16 | 16 | 16 | 16 | 16 | 16 | 17 | 17 | 16 | 17 | 17 | 17 | 17 | 18 | 18 | 18 | 18 | 18 | 18 | 18 | 18 | 18 | 18 |

Legenda:

Luogo: C = Casa; T = Trasferta. Risultato: V = Vittoria; N = Pareggio; P = Sconfitta.